# The Time Machine (film 2002)
The Time Machine è un film di fantascienza del 2002 diretto da Simon Wells.
È ispirato all'omonimo romanzo di H. G. Wells (di cui il regista è bisnipote) e al film del 1960 L'uomo che visse nel futuro, di cui costituisce un remake.

## Trama
New York, fine del XIX secolo. Alexander Hartdegen, giovane e brillante insegnante di ingegneria alla Columbia University, vuole dimostrare che è possibile viaggiare nel tempo, spinto dalla volontà quasi maniacale di superare il ristretto modo di pensare dei suoi tempi.
Il suo desiderio diventa ben presto ossessione dopo che una rapina finita male gli porta via la sua promessa sposa, Emma: infatti, dopo la tragedia, lo scienziato dedica quattro anni della sua vita alla ricerca compulsiva del modo per creare una macchina del tempo, così da tornare al tragico giorno ed evitare la morte della giovane. Dopo esserci riuscito, Alexander tenta di cambiare gli avvenimenti, ma la sua fidanzata rimane comunque vittima di un incidente. In seguito a ciò, Alexander decide di andare nel futuro con l'intenzione di scoprire perché non si possa modificare il passato.
Giunto nel 2030, Hartdegen si reca alla New York Public Library in cui incontra l'unità fotonica informativa Vox 114, un'intelligenza artificiale che, purtroppo, non è in grado di dargli la risposta. Deciso ad andare ancor più avanti nel futuro, pochi attimi dopo aver riattivato la macchina, Alexander avverte una forte scossa tellurica e si ferma nel 2037 per vedere che cosa sia successo: quasi subito scopre che per via di alcune demolizioni svolte sulla Luna (con l'ausilio di potenti bombe) onde espandervi una colonia, il satellite si è frantumato e sta cadendo a pezzi sulla Terra.
Per salvarsi dalla catastrofe, Alexander torna in fretta e furia nella macchina e riparte verso il futuro ma, durante il rocambolesco riavvio, sbatte la testa, perde i sensi e si risveglia solo, brevemente, una volta giunto nel lontanissimo anno 802.701. Qui, dopo essere stato accudito dalla giovane Mara e da suo fratello Kalen, scopre che, dopo la distruzione della Luna, la Terra ha subito stravolgimenti geofisici e biologici. 
Dopo aver condotto l'inventore alla macchina del tempo, Mara viene catturata in seguito a un'imboscata dei Morlock, una razza mostruosa e sotterranea,. Alexander decide così di scendere nel sottosuolo per salvarla con l'aiuto dell'unità fotonica Vox, rinvenuta grazie a Kalen e rivelatasi ancora attiva all'interno delle rovine della biblioteca, pur essendo trascorsi centinaia di millenni. Vox ricorda perfettamente di averlo incontrato tempo addietro e gli racconta la verità di ciò che è accaduto nel mondo dopo che lui se ne andò, il genere umano è ora diviso in cacciatori e prede: i pacifici Eloi, discendenti degli homo sapiens, che scelsero di tornare in superficie e i mostruosi Morlock, aggressivi abitanti del sottosuolo e frutto dell'evoluzione separata innescatasi in seguito alla distruzione della Luna, che si sostentano grazie alla caccia delle prede umane. 
Tuttavia, l'inventore una volta sceso nel sottosuolo,viene anch'egli catturato e portato al cospetto dell'Über-Morlock, uno dei tanti capi della nuova razza che domina sulla terra (uno per insediamento), il quale si rivela dotato di incredibili poteri psionici, tra cui la lettura del pensiero, la chiaroveggenza e il controllo sugli individui della medesima specie: non a caso, la schiena di questi appare costituita da una struttura cerebrospinale sviluppatasi in maniera abnorme a partire dai fasci nervosi contenuti nella colonna vertebrale. Über-Morlock spiega ad Alexander che cambiare il passato è impossibile (in quanto questo significherebbe eliminare la causa che ha portato a mettere in atto il viaggio nel tempo, cosa che, di fatto, produrrebbe un paradosso), così come è illusorio e vano interrogarsi sulle alternative cui il futuro non ha condotto, a causa di scelte o eventi casuali diversi. Dopo il loro confronto sull'orribile stato attuale dell'umanità, tra i due nasce una colluttazione all'interno della macchina del tempo, che Über-Morlock aveva fatto portare nel proprio antro così da permettere ad Alexander di andarsene. Quest'ultimo riesce a eliminare l'avversario, facendolo uscire dal campo di forza della macchina (ha infatti scoperto durante un viaggio che se un oggetto esce, invecchia rapidamente) e, giunto milioni di anni nel futuro, scopre che il pianeta verrà ridotto a un'inquietante distesa desolata color ruggine disseminata di cave Morlock, responsabili a loro volta di tale infausto scenario. Tornato indietro, Alexander libera Mara e, deciso a cambiare il futuro, mette in atto la distruzione ritardata della macchina, creando così un'onda di energia spazio-temporale che riduce in polvere l'ambiente circostante, inclusi i Morlock. L'inventore, fuggito appena in tempo dalla cava, rimane dunque con gli Eloi e comincia una nuova vita lontano da tutto ciò che aveva conosciuto in precedenza. Una delle sue prime azioni durante questo autoesilio è portare l'intelligenza Vox all'esterno della biblioteca e farne una sorta d'insegnante. Questi, oltre all'inglese (detta "lingua delle pietre" per via delle tracce scolpite in ruderi rinvenuti e collezionati), auspicabilmente trasmetterà anche le sue vaste conoscenze che permetteranno agli Eloi di progredire considerevolmente, poiché come lui stesso ha ammesso, tutta la conoscenza del genere umano è rimasta conservata al sicuro dentro di lui.
Infine, Alexander descriverà a Mara e Kalen il luogo in cui viveva usando come riferimento il punto in cui era giunto da loro a bordo della macchina. Parallelamente, nel passato, David un suo collega e la governante di Alexander discutono della sua scomparsa e, seppur perplessi, si mostrano fiduciosi che l'inventore abbia finalmente trovato un luogo in cui sentirsi a casa.

## Accoglienza

### Incassi
La pellicola è stata distribuita in 2958 cinema con un incasso nel weekend di apertura di 22610437 $.
A fronte di un budget di $ 80 milioni, il film ha incassato globalmente 123729176 $.

### Critica
Il film, sull’aggregatore di recensioni Rotten Tomatoes, ha un indice di gradimento del 28% basato su 154 recensioni, con una valutazione media di 4,8 su 10. Su Metacritic il film ha ottenuto un punteggio di 42 su 100 basato su 33 critiche, indicando "recensioni contrastanti o nella media".